# Nikolaj Vladimirovič Někrasov
Nikolaj Vladimirovič Někrasov (18. prosince 1900, Moskva - 4. října 1938, popraven) byl ruský novinář. Zabýval se zvláště esperantskou literaturou ze sociologického hlediska. Jeho hlavní dílo je překlad od A. Puškina EŬGENO ONEGIN. Překládal též Majakovského, Gerasimova aj.

## Dílo

### Překlady

#### Poezie
- Kupra rajdanto, Alexandr Puškin
- Euxgeno Onegin, Aleksandr PUSKIN, SAT, 1931
- Dekdu kaj Najtingala gxardeno de Aleksandro Blok
- Blanka cigno kaj La mortaj sxipoj de Balmont
- Nubo en pantalono kaj Suno de Vladimír Vladimirovič Majakovskij
- Monna Liza, Gerasimov
- Socialismo, Patrino de Bezimenskij

#### Próza
- Rugxa Stelo|La Rugxa Stelo, Aleksandro BOGDANOV, SAT, 1929.
- La Vojo de formigxo kaj disvastigxo de la lingvo internacia, Ernest DREZEN, SAT, 1929
- Historio de la mondolingvo, Ernest DREZEN, EKRELO.

### Vlastní dílo

#### Poezie
- Fablo pri gxilotinsxrauxbeto, Sennacieca Revuo
- Testamento de Satano
- Verda flamo
- Krono de sonetoj pri Esperanto, poemaro
- Mi moskvano, Internacia Literaturo

#### Próza
- Bibliografio de Esperantaj presajxoj en USSR dum 12 jaroj de la revolucio 1917-1928, Moskva, 1928
- Tra USSR per Esperanto
- několik esejí v La Nova Epoko